# Sân vận động Olembe
Sân vận động Olembe (tiếng Pháp: Stade d'Olembé, tiếng Anh: Olembe Stadium), tên chính thức là Sân vận động Paul Biya theo tên của Tổng thống Cameroon Paul Biya, là một sân vận động đa năng ở Yaoundé, Cameroon. Đây là sân vận động lớn nhất ở Cameroon và là sân vận động lớn thứ chín ở châu Phi. Sân được xây dựng trên khu đất rộng 34 hécta (84 mẫu Anh) ở khu vực Olembe, cách trung tâm thành phố Yaoundé khoảng 13 km (8,1 mi). Sân vận động Olembe đã tổ chức lễ khai mạc và bế mạc của Cúp bóng đá châu Phi 2021.
Khu liên hợp thể thao bao gồm sân vận động chính, hai sân tập, nhà thi đấu, sân bóng ném, bóng rổ, bóng chuyền, sân quần vợt, bể bơi Olympic, khách sạn 5 sao 70 phòng, trung tâm thương mại, bảo tàng và rạp chiếu phim. Sân vận động được khánh thành với trận đấu bóng đá giữa Cameroon và Malawi. Đội chủ nhà Cameroon giành chiến thắng với tỷ số 2–0. Sân vận động này đã tổ chức trận khai mạc Cúp bóng đá châu Phi 2021 giữa Cameroon và Burkina Faso. Cameroon đã giành chiến thắng với tỷ số 2–1. Sân cũng đã tổ chức trận chung kết CAN 2021 giữa Sénégal và Ai Cập. Sénégal giành chiến thắng và giành chức vô địch.

## Xây dựng
Sân vận động được xây dựng không chỉ để tổ chức các sự kiện thể thao lớn mà còn giúp phát triển kinh tế cho vùng ngoại ô Olembe.

## Sự cố
Vào ngày 24 tháng 1 năm 2022, trước trận đấu giữa Cameroon và Comoros, một vụ giẫm đạp đã xảy ra bên ngoài sân vận động. Vụ giẫm đạp đã làm 8 người thiệt mạng và 38 người bị thương.